# Infinity (gebouw)
Infinity, voorheen ING House (bijgenaamd de schoen, poenschoen, klapschaats, strijkijzer, kruimeldief of trein), is een prominent kantoorgebouw aan de Amstelveenseweg in de Zuidas te Amsterdam. Het gebouw werd ontworpen en gebouwd als hoofdkantoor van de grote Nederlandse multinational ING Groep. Op 16 november 1999 werd de eerste paal geslagen en op 16 september 2002 was de officiële opening door toenmalig kroonprins Willem-Alexander. Ondanks de reputatie heeft ING al jaren niets meer met het gebouw van doen.

## Gebruikers
Vanaf 2013 is, mede onder druk van de Europese Unie, een proces op gang gekomen om de verzekeringstak van ING ("NN Group") nog verder los te maken van de ING Groep. Door de reorganisatie en andere factoren werd het gebouw niet meer geschikt bevonden. ING verliet het ING House in de eerste helft van 2014. Het gebouw wordt gebruikt als kantoorverzamelgebouw onder de naam Infinity. IMC Financial Markets tekende in 2017 een tienjarig huurcontract voor 5.000 vierkante meter aan kantoorruimte en is daarmee hoofdhuurder.

## Bouwkundige staat
Het gebouw is geconstrueerd als een tafel op 16 (2 maal 8) schuine stalen poten (pijlers). Die staan "los" op pennen in grote betonblokken in de grond (deze techniek komt uit de bruggenbouw). Op deze "tafel" zijn de etages gebouwd. Zo ligt de "buik" van het gebouw, op de hoogte van de Amsterdamse Ringweg (A10). Het maaiveld rond en onder het gebouw ligt lager dan deze snelweg. Vanaf de derde verdieping heeft men zicht op de weg.
Onder de tafel bevinden zich de entreehal en de receptie. De verdiepingen daarboven hebben een transparant gevel waarbij de noodzakelijke constructieve elementen zo smal mogelijk zijn. In de neus is een auditorium gesitueerd met ongeveer 250 zitplaatsen. Het gebouw is 28 meter breed, 138 meter lang en maximaal 48 meter hoog. Er zijn zes "binnentuinen". In de kelder is een parkeergarage voor ruim 150 auto's.
In 2006 werd roest aangetroffen aan en in de stalen pijlers, reparatie bleek noodzakelijk.

### Verwarming en koeling
Door de toepassing van een "dubbele huid" en speciale apparatuur is het gebouw energiezuinig. Van deze dubbele huid zorgt de binnenwand ervoor dat het klimaat in de kantoren optimaal blijft. De glazen buitengevel geeft een bijzondere uitstraling aan het gebouw. De ruimte tussen de binnenwand en buitengevel, de spouw, wordt aan de zonzijde (zuid) geventileerd door kleppen in de glazen buitengevel. Omdat warme lucht stijgt ontstaat er een natuurlijke ventilatie (schoorsteeneffect), zodat de temperatuur in de spouw in toom wordt gehouden.
Op de noordzijde van het gebouw schijnt de zon niet en daar zijn dus geen kleppen aangebracht. Door het ontbreken van de kleppen in de noordzijde wordt het vuil (uitlaatgassen en fijn stof) en geluid van de Ringweg buiten gehouden.
Het binnenklimaat wordt door warmtewering (in de vorm van doeken en lamellen) beschermd tegen ongewenste opwarming door de zon. Deze warmteweringen hangen in de oostelijke en zuidelijke spouw. Aan de hand van de lichtsterkte van de zon wordt de warmtewering gestuurd. Het weerstation meet ook vanuit welke hoek de zon schijnt, waarmee de juiste warmteweringen (oost en/of zuid) aangestuurd worden. Ook meet het weerstation de hoogtestand van de zon, zodat de lamellen in een optimale stand kunnen worden gekanteld. Warmteweringdoeken welke aan de binnenzijde tegen de glazen gevelelementen hangen, worden in de winter dichtgeschoven om de warmte binnen en de kou buiten te houden. Op deze wijze wordt energie bespaard omdat er in de zomer minder oververhitting van het gebouw door de zon is, zodat er minder gekoeld hoeft te worden, en in de winter wordt de kou tegengehouden waardoor minder verwarming nodig is.
Het is gebleken dat door toepassing van veel glaswanden het pand van binnen warmer wordt dan was verwacht.

### Ondergrondse energieopslag
De verwarming en de koeling wordt voornamelijk verzorgd door ondergrondse energieopslag.
In de zomermaanden wordt koud water uit de grond onttrokken. Via een warmtewisselaar wordt met dit koude water het gebouw gekoeld. Uiteindelijk resteert er dan warm water, dat wordt in een ondergronds reservoir met warm water gepompt en daar bewaard als warmtebron voor de wintermaanden.

## Galerij

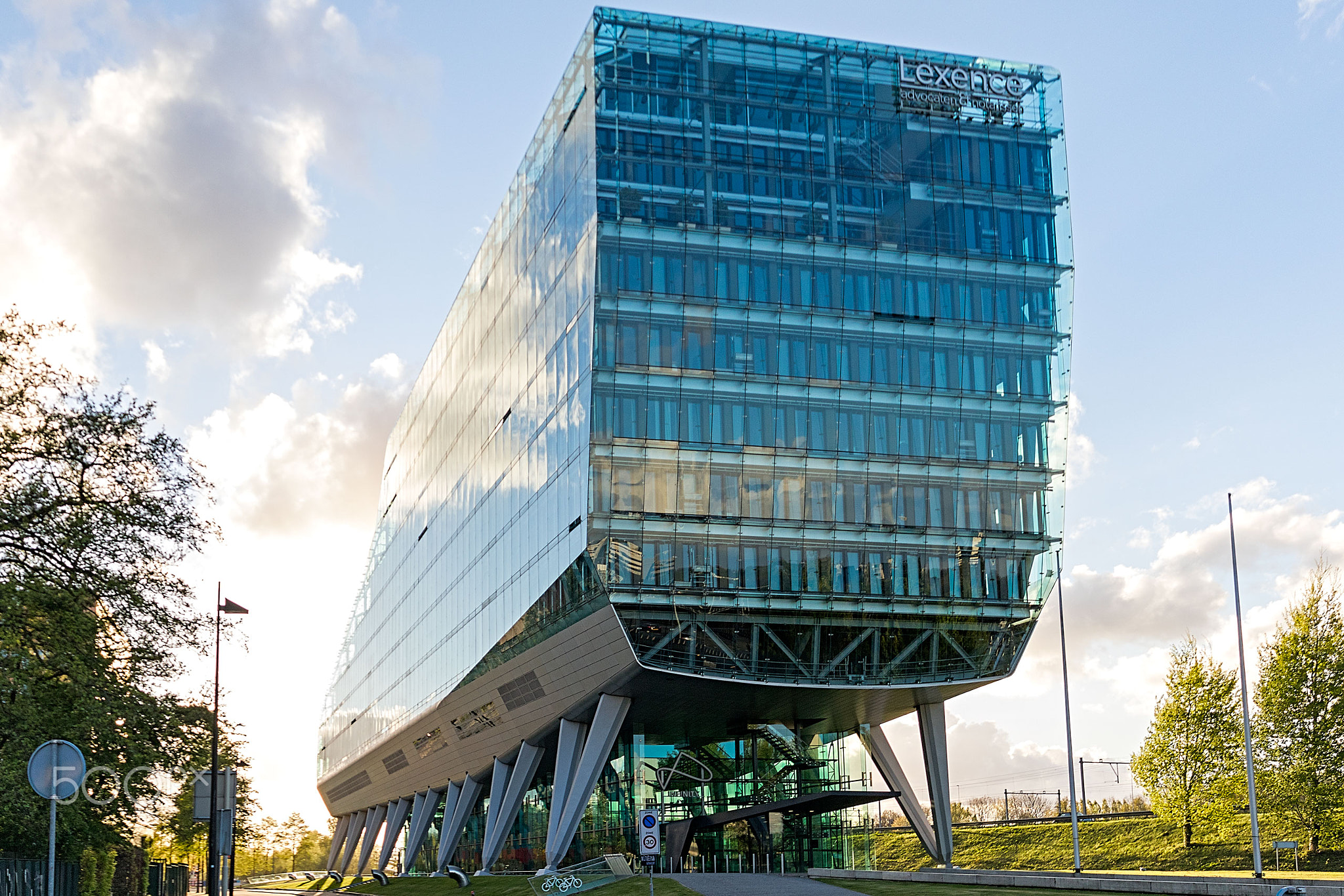
Ingang van het gebouw aan de Amstelveenseweg
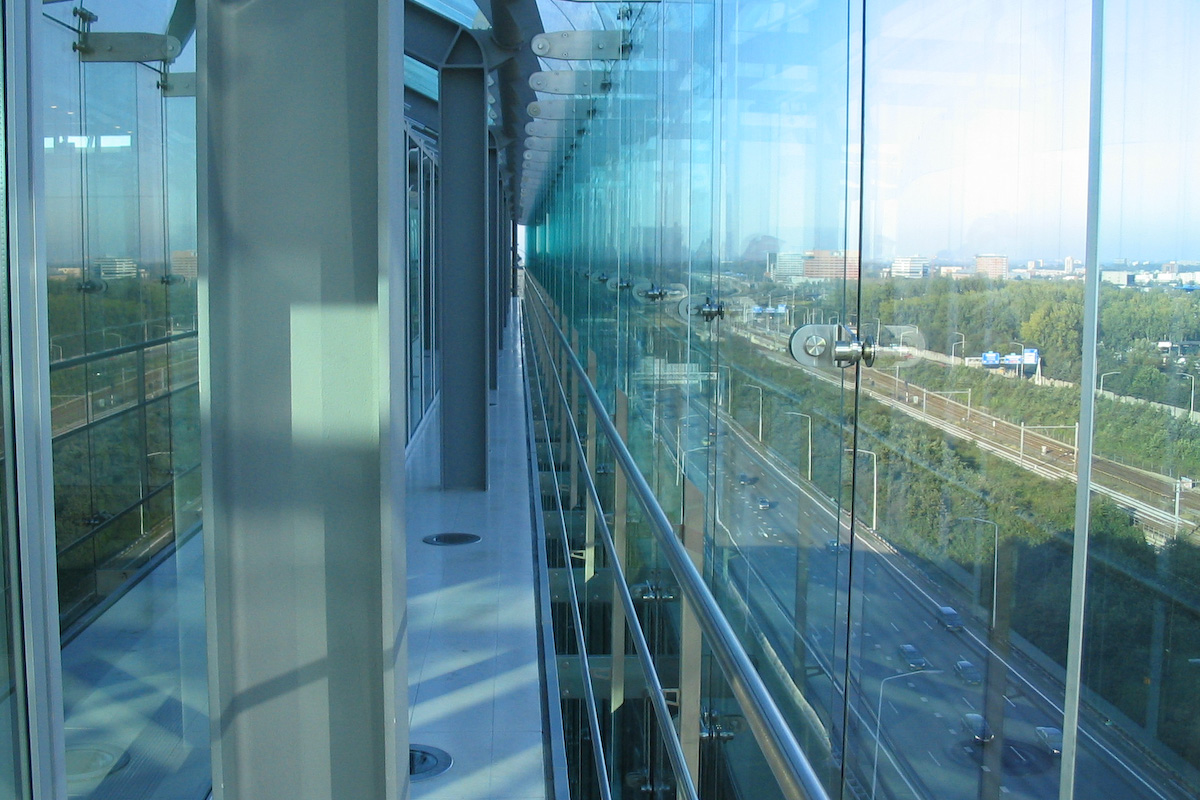
Glazen vliesgevel
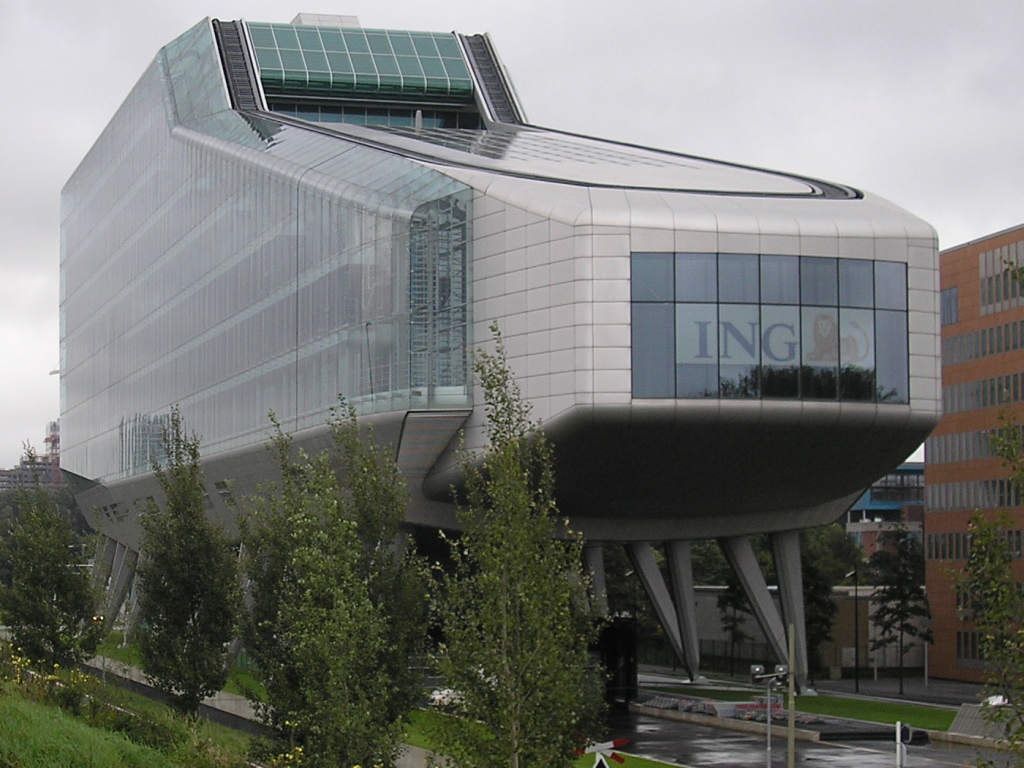
Infinity gezien vanaf de A10 uit oostelijke richting
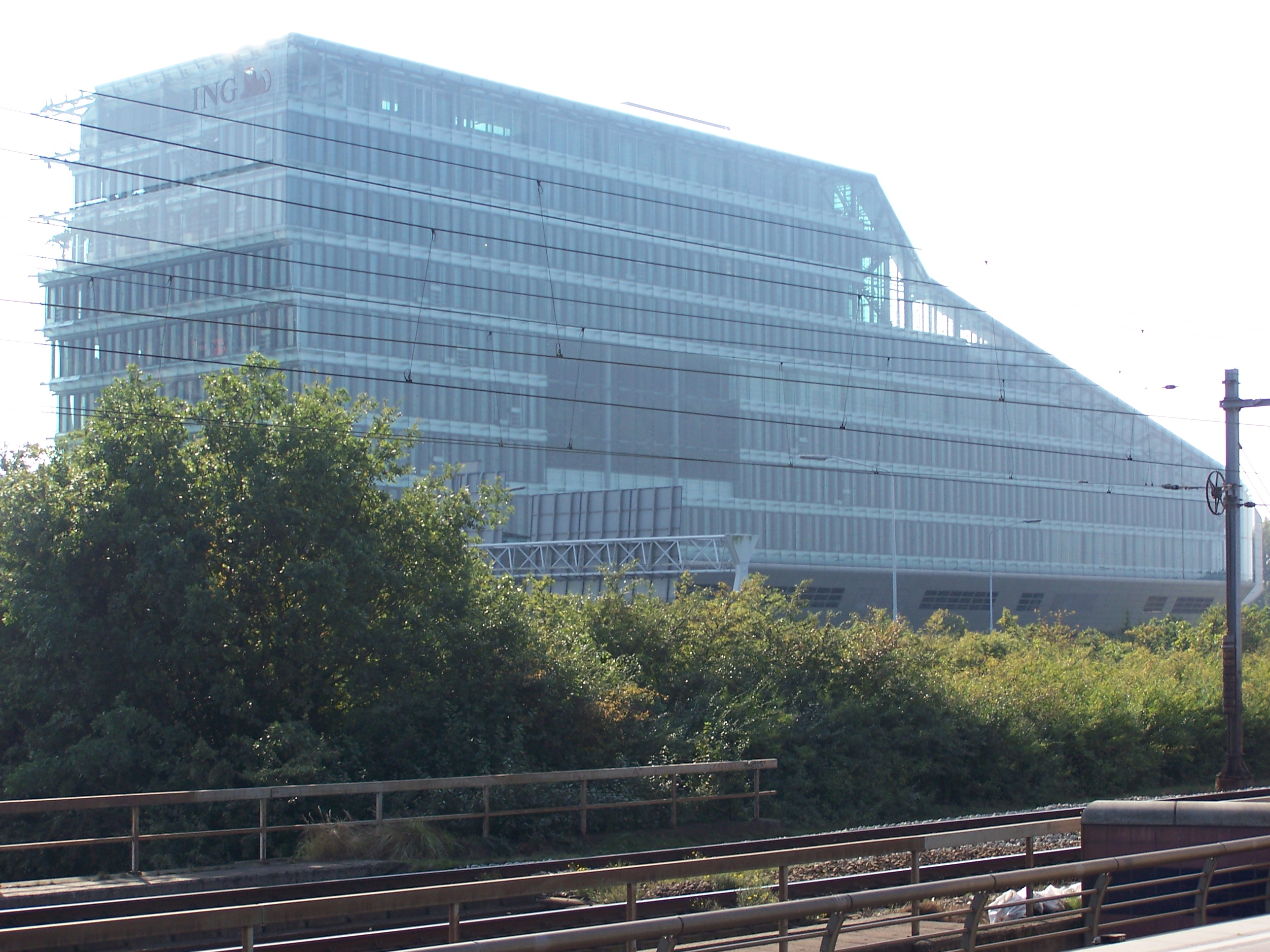
Het gebouw gezien vanaf metrostation Amstelveenseweg

## Prijzen
- Nationale Staalprijs (2002).[6]
- De Nederlandse Bouwprijs (2003).
- Nederlandse Aluminium Award Architectuur (2003).
- European Award for Steel structures (2003).[5]

## Bijnamen
- Er zijn verscheidene bijnamen voor het gebouw zoals de schoen, de boot, de (klap)schaats en de kruimeldief.